# 济阳路 (上海)
济阳路是中華人民共和國上海市浦東新區的一條道路，北至通耀路，南至上海外環高速公路與浦星公路相接。該道路建於1985年，得名自山東省濟南市濟陽區。2020年5月29日夜间起，濟陽路從卢浦大桥引桥至闵行区界的路段實施济阳路快速化改建工程，设计主线高架6车道，地面6至8车道。高架可與卢浦大桥、龙耀路隧道、中环、外环實現快速转换。